# Иноуэ, Хисаси
Хисаси Иноуэ (яп. 井上 ひさし Иноуэ Хисаси, 16 ноября 1934 года — 9 апреля 2010 года) — японский писатель-фантаст и драматург. Президент японского отделения ПЕН-клуба (2003—2007). Председатель «Объединения драматургов Японии» (с апреля 2004 года) и Фонда развития культуры префектуры Тиба (с июля 2004 года).
Лауреат премий Наоки (1972), Танидзаки (1991), а также ряда других высших литературных наград Японии. Один из основателей политического объединения «Статья 9». Основные сочинения: романы «Люди Кирикири» (яп. 吉里吉里人 Кирикири дзин, 1981), «Шанхайская луна» (яп. シャンハイムーン Сянхай мун, 1991), пьеса «Жизнь с отцом или радуги над Хиросимой» (яп. 父と暮らせば Тити то курасэба, 1994) и другие.

## Биография
Оригинальное написание имени — 井上 廈 (Иноуэ Хисаси), при работе использовал псевдоним 井上 ひさし с тем же произношением.
В 1984 году Иноуэ основал театральную труппу «Комацудза» (яп. こまつ座), созданную им для постановки собственных пьес. В число последних вошли работы биографического характера, посвящённые авторам эпохи Мэйдзи Такубоку Исикаве и Итиё Хигути, которыми он всегда восхищался; завершённая в 1988 году комедийная трилогия «Сияющее созвездие» (яп. きらめく星座), «Цветок в темноте» (яп. 闇に咲く花), «Скрип-скрип по снегу», изображавших жизнь простых людей в современном обществе; многие другие пьесы Иноуэ. C 1989 года писатель проживал в Камакуре, Канагава.